# خوان كارلوس لوبيز مارتينيز
خوان كارلوس لوبيز مارتينيز (بالإسبانية: Juan Carlos López Martínez)‏ (12 مارس 1989 في المكسيك - ) هو لاعب كرة قدم مكسيكي في مركز الوسط.

## وصلات خارجية
- خوان كارلوس لوبيز مارتينيز على موقع Soccerway.com (الإنجليزية)